# Consumer Electronics Show
CES (/ˌsi.i.ˈɛs/; anteriormente uma sigla para Consumer Electronics Show, em português: Feira de Eletrônicos de Consumo) é uma feira comercial anual sobre tecnologia e eletrônicos de consumo criada em 1967, organizada pela Consumer Technology Association (CTA, Associação de Tecnologia de Consumo), realizada em janeiro no Las Vegas Convention Center em Winchester-Nevada (Estados Unidos), o evento normalmente recebe apresentações de novos produtos da indústria tecnológica.

## História
A primeira CES foi realizada em junho de 1967 na cidade de Nova Iorque. Era um spin-off do Chicago Musi Show, que até então era o principal evento de exibição de eletrônicos de consumo. O evento contou com 17.500 participantees e mais de 100 expositores; o orador inicial foi o precidente da Motorola, Bob Galvin. De 1978 a 1994, a CES foi realizada duas vezes por ano: uma vez em janeiro em Las Vegas conhecido como Winter Consumer Electronics Show (WCES) e uma ve em junho em Chicago, conhecido como Summer Consumer Electronics Show (SCES).

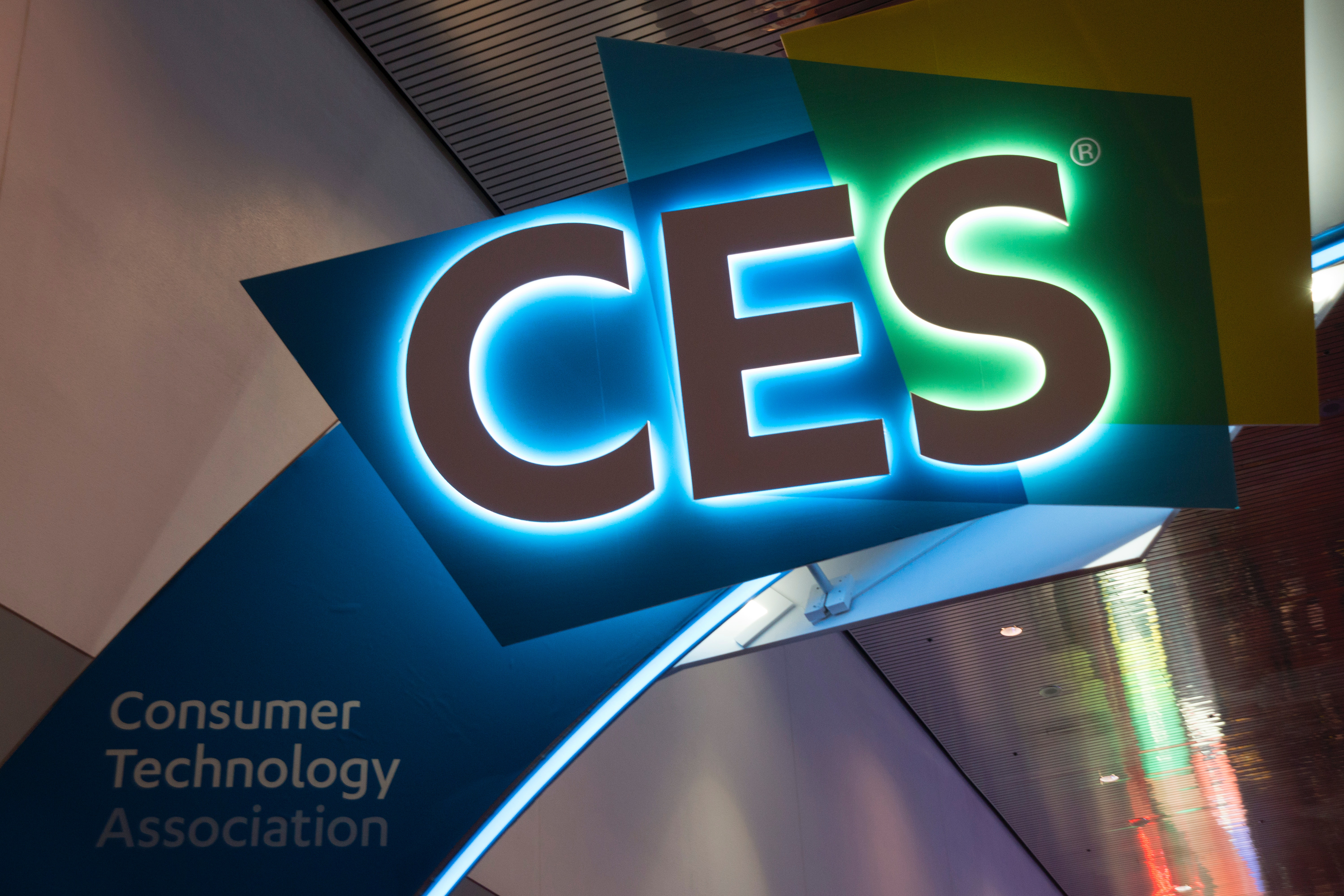
Logotipo da CES

O show de inverno foi realizado com sucesso em Las Vegas em 1995, conforme planejado. No entanto, uma vez que os shows de verão em Chicago estavam começando a perder popularidade, os organizadores decidiram experimentar fazendo com que o show viajasse para diferentes cidades a partir de 1995 com um show planejado na Filadélfia no Centro de Convenções da Pensilvânia.[carece de fontes?] No entanto o show inaugural de jogos da E3 estava programado para ser realizado na Costa Oeste em maio e provou ser uma fonte de crescente competição, fazendo com que o show Philadelphia Summer CES fosse cancelado. O show de inverno de 1996 foi novamente realizado em Las Vegas em janeiro, seguido por um show de verão desta vez em Orlando, Flórida, porém apenas uma fração dos expositores tradicionais participou. A prósima feira "Summer" estava programada para ser realizada em conjunto com a Spring COMDEX em Atlanta, no entanto, quando apenas duas dúzias de expositores se inscreveram, a parte da CES do show foi cancelada.
Em 1998, o show mudou para um formato anual com Las Vegas como local. Em Las Vegas, a feira é uma das maiores (a outra é a CONEXPO-CON/AGG), levando até 18 dias para ser montada, executada e desmontada.

## Destaques

### Década de 1960

#### 1967
A primeira CES foi realizada na cidade de Nova Iorque de 24 a 28 de junho de 1967. Os 200 expositores atraíram 17.500 participantes para hotéis Hilton e Americana durante esses qutro dias. À vista: os mais recentes rádios de bolso e TVs com circuitos integrados.

### Década de 1970

#### 1970
A Philips apresentou o primeiro videocassete doméstico, o gravador de videocassete N1500. Até então, os videocassetes custavem mais de US $ 50.00 e eram usados principalmente por emissoras de TV, mas o modelo da Philips com sintonizador embutido custava apenas US $900.

#### 1976
A Winter CES foi realizada de 7 a 9 de janeiro em Chicago, no Conrad Hilton Hotel. De acordo com o guia da mostra, incluía vídeo (com receptores de televisão e painéis de sistemas de vídeo), áudio (incluindo rádio CB, rádio, compactos de áudio, componentes de áudio e painéis de equipamentos de fita) e áreas de calculadora e observações, consideradas conferências de componentes separados. Os palestrantes incluíram Joan Bernstei, da FTC, sobre "The Warranty Law - Its Status and Impact" (A Lei de Garantia - Seu Status e Impacto), e Richard M. Smith, da FCC, sobre "Regulating Citizens' Band Radios" (Regulação de Rádios de Bandas Cidadãs).
A Summer CES foi realizada de 13 a 16 de junho também em Chicago, no McCormick Place.

#### 1977
O Atari VCS foi exibido publicamente pela primeira vez na CES de 1977.

#### 1979
Winter CES realizada em janeiro em Las Vegas. Os consumidores Atari 400 e 800 são introduzidos. Bill Gates apareceu na CES pela primeira vez, apresentando o primeiro compilador BASIC para o Apple II.
A Summer CES foi realizada de 3 a 6 de junho em Chicago, no McCormick Place. Os recursos (de acordo com o guia do show) incluíam comunicações pessoais, publicidade no varejo, promoção e layout da loja, exportações, vídeo, áudio, som automotivo/vendas por telefone e uma grande série de vendas no varego e fugas de gerenciamento de vendas.

### Década de 1980

#### 1981
Philips e Sony apresentaram o CD player que foi desenvolvido em conjunto.

#### 1982

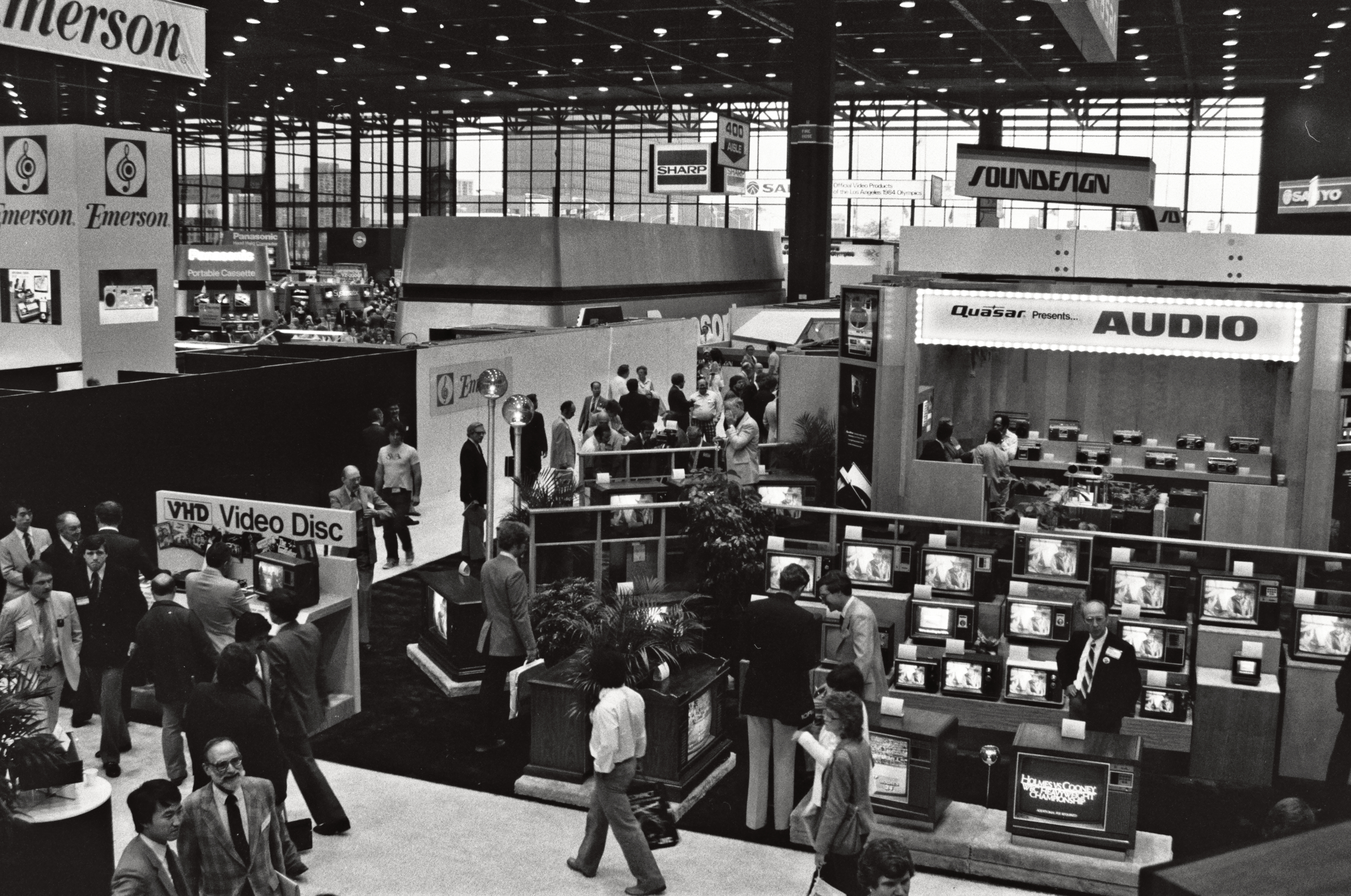
CES 1982.

Summer CES 6 de junho em Chicago viu a primeira aparição do Commodore 64 e da General Consumer Electronics (GCE) Vectrex.

#### 1984
A Amiga foi exibida pela primeira vez publicamente na CES deste ano. Além disso, o artista de jazz fusion japonês, Ryo Kawasaki, se apresentou com o Commodore 64 no Summer CES (3 de junho a  6 de junho em Chicago) como um desmonstração para o Kawasaki Synthesizer.

#### 1985
No Summer CES. a Nintendo revelou o Nintendo Entertainment System (NES), a versão americanda de seu Famicom, com um novo case redesenhado por Lance Barr e apresentando um slot de cartucho "zero força de inserção".

#### 1988
O jogo Tetris foi exibido pela primeira vez publicamente nos EUA na CES deste ano.

### Década de 1990

#### 1990
O jogo John Madden Football foi apresentado na CES de 1991.

#### 1991
Na Summer CES, a Sony revelou um Super Famicom com um drive de CD-ROM embutido, que incorporava a tecnologia Green Book ou CD-i chamado "Play Station" (também conhecido como SNES CD). No entanto, um dia após o anúncio na CES, a Nintendo anunciou que romperia sua parceria com a Sony, optando pela Philips enquanto usava a mesma tecnologia.
A Winter CES viu o lançamento do Game Gear. Jogos para TurboGrafx-16 da NEC, Sega Genesis e Neo Geo da SNK ocuparam o centro do palco.

#### 1992
No Summer CES realizada em Chicago e dominada por produtos de videogame, a Apple Inc. revelou seu Newton MessagePad. Primeiros gravadores introduzidos para os dois sistemas digitais rivais destinados a substituir o sistema de fita de áudio analógico Philips Compact Cassette: MiniDisc criado pela Sony e Digital Compact Cassette (DCC), criado pela Philips e Matsushita.

#### 1993
Em um experimento único, o Summer CES 1993 foi aberto ao público em geral.
Os principais anúncios desta edição foram:
- Capcom revela Mega Man X pela primeira vez na América do Norte.[24][25][26][27] 3DO Interactive Multiplayer foi anunciado. O MiniDisc também foi anunciado.

#### 1994
AT&T, apresentou protótipos de unidades AT&T 3DO na Winter CES.

#### 1998
O show é dominado por jogadores para o crescente formado de DVD, com uma variedade de recursos e preços; o formato DIVX também é exibido, mas recebe relativamente pouca atenção, e nenhuma empresa tem players para mostrar.

### Década de 2000

#### 2001
A Microsoft revelou oficialmente o design final do seu console Xbox. O presidente da Microsoft, Bill Gates, mostrou o design final do console e do controle Xbox. A Rechargeable Battery Recycling Corporation (RBRC) anunciou a expansão do Call2Recycle programa para incluri todas as baterias recarregáveis de consumo, adicionando hidreto de metal de níquel (Ni-MH), íon de lítio (Li-Ion) e VRLA pequeno (SSLA/Pb).

#### 2002
A Microsoft demonstrou uma versão prévia do Windows XP Media Center Edition na CES 2002.

#### 2003
O Memory Stick PRO foi lançado como um esforço conjunto entre a Sony e a SanDisk. A Adobe anunciou o Adobe Photoshop Album para importar, organizar e editar fotos digitais, e permite busca e compartilhamento rápido e fácil de coleções inteiras de fotos. A Pentax anunciou a câmera digital OptioS. A Sony lançou suas primeiras filmadoras DVD Handycam. A Olympus anunciou o corpo de metal à prova de intempéries Olympus mju, U10D, S300D, u300D e 400 câmeras digitais.

#### 2004
Os primeiros players de vídeo portáteis baseados no Portable media player (PMC) da Microsoft foram introduzidos. A mídia viu isso como um desafio contra a linha iPod da Apple, que naquela época não tinha um player de vídeo portátil. A Creative Technology planejava ser a primeira a apresentar um player baseado em PMC.
Gravadores de vídeo digital (DVC) foram altamente prolíficos durante o show de 2004, assim como a interface HDMI.
O Blu-ray Group realizou na PRIL de abril de 2004 CES a primeira conferência de imprensa dos EUA para promover o fomato Blu-ray Disc.

#### 2005
A CES 2005 foi de 6 a 9 de janeiro de 2005, em Las Vegas, Nevada, no Las Vegas Convention Center. O evento começou com uma reviravolta quando o discurso do presidente da Microsoft, Bill Gates, deu errado, pois sua demonstração do Xbox 360 resultou em um erro de falta de memória, para diversão dos espectadores. A Samsung exibiu uma televisão de plasma de 102 polegadas (2,6m).
A Zimiti Ltd (renomeada Boardbug Ltd em 2007) ganhou o prêmio "Best of Innovators" para Eletrônicos Pessoais. É a única empresa britânica a ganhar este prêmio.

#### 2006

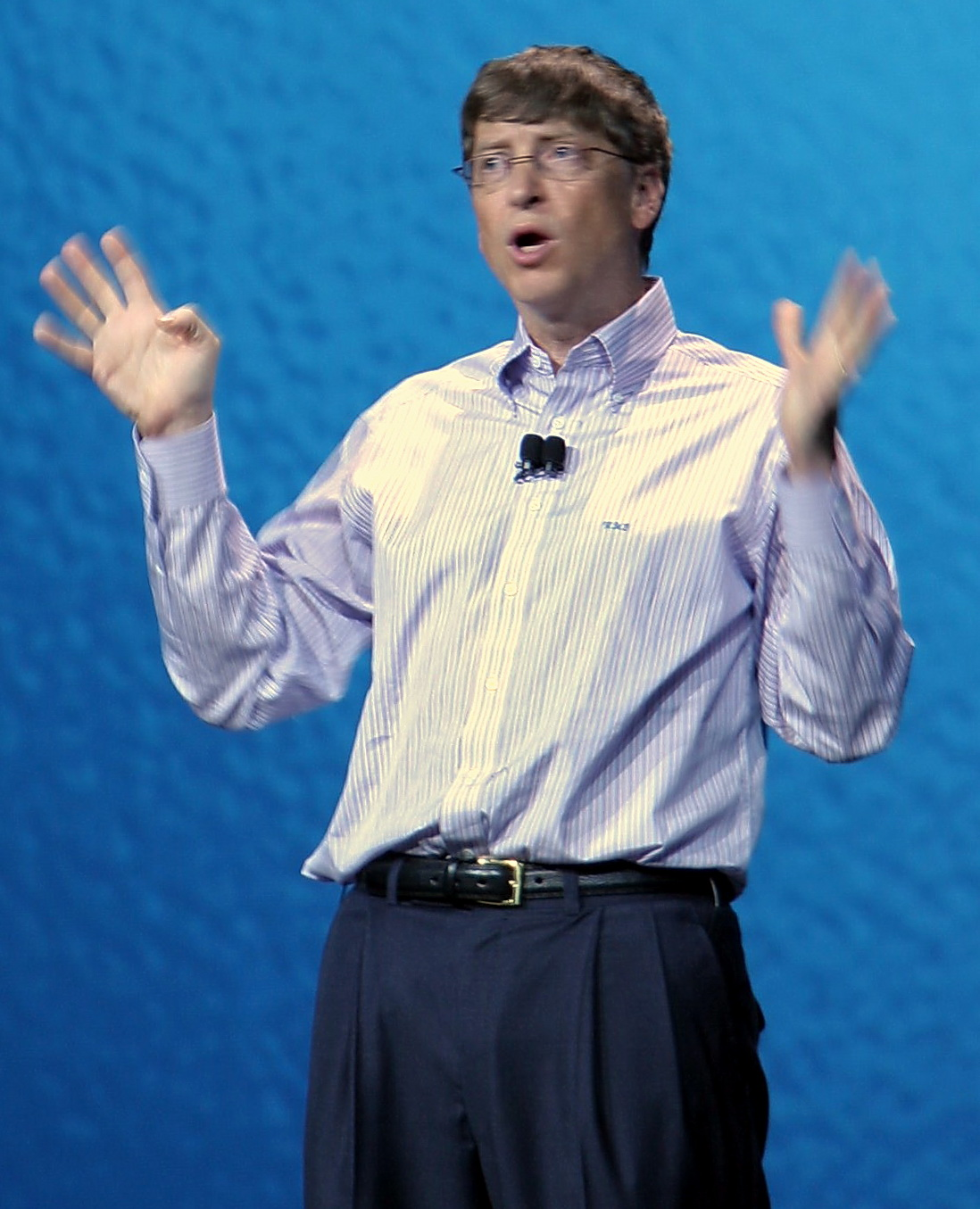
Bill Gates durante a CES

A exposição de 2006 aconteceu de 5 a 8 de janeiro de 2006, no Las Vegas Convention Center, no Sands Convention Center, no hotel Alexis Park e no hotel Las Vegas Hilton. A HDTV foi um tema central na palestra de Bill Gates, assim como em muitos dos discursos de outros fabricantes. A competição de padrões entre HD DVD e Blu-ray Disc foi notável, com algums dos primeiros lançamentos de filmes em HD e os primeiros players de HD sendo anunciados na feira. A Philips mostrou um protótipo de tela rolável cuja tela pode reder uma imagem por vários meses sem eletricidade. Hillcrest Labs ganhou o prêmio "Best Of Innovations"na categoria de acessórios de vídeo para software e hardware que permite que uma televisão seja controlada com gestos naturais. A participação foi de mais de 150.000 pessoas em 1,67 milhão de pés quadrados líquidos de espaço, tornando-se o maior evento de eletrônica nos Estados Unidos.

#### 2007
Em uma ruptura com a tradição recente, a exposição CES 2007 não começou em uma quinta-feira, nem durou um fim de semana. Aconteceu de segunda a quinta-feira, de 8 a 11 de janeiro de 2007. Os locais também mudaram um pouco, com a exposição de áudio e home theater de alto desempenho passando do local Alexis Park para o The Venetian. Os locais restantes foram os mesmos dos anos anteriores: o Las Vegas Convention Center foi o centro dos eventos, com o adjacente Las Vegas Hilton, e o Sands Expo and Convention center hospedando exposições satélite.
O local para as principais palestras foi a outra grande mudança para 2007. Anteriormente realizada no Main Theatre do Las Vegas Hilton, eles se apresentaram pela primeira vez no The Palazzo Ballroom no The Venetian. Bill Gates deu seu nono discurso pré-show na noite de domingo. A palestra de abertura foi apresentada por Gary Shapiro (Presidente/CEO da Consumer Technology Association, que ornaniza o evento), com Edward Zander, Presidente/CEO da Motorola. Outros oradores principais programados incluíram Robert Iger da The Walt Disney Company, Michael Dell, fundador da Dell Inc., e Leslie Moonves da CBS.
Finalmente, as apresentações do Industry Insider foram transferidas para o Las Vegas Hilton, com contribuições de Olli-Pekka Kallasvuo, CEO da Nokia e John Chambers, CEO da Cisco.
Na seção de jogos para Windows Vista e DirectX 10, foram mostrados dois jogos Age of Conan e Crysis.

#### 2008
A exposição de 2008 foi de 7 a 10 de janeiro de 2008, em Las Vegas, com 141.150 participantes. Bill Gates fez o discuros principal, no qual anunciou formalmente sua aposentadoria de suas funções diárias na Microsoft. Junto com o anúncio, ele apresentou uma longe esquete de comédia sobre como seria seu último dia com a Microsoft, completo com participações especiais de celebridades como Jay-Z, Steven Spielberg, Barack Obama, Hillary Clinton e muitos outros.
A Panasonic atraiu muita atenção ao lançar uma TV de Plasma de 150" bem como uma TV De 50" tão fina quanto 0,46pol. (11,6 mm).

#### 2009
A exposição de 2009, realizada de 7 a 10 de janeiro de 2009, voltou à programação anterior de quinta a domingo e atraiu 113.085 participantes. Entre mais de 2.700 empresas expositoras estavam aproximadamente 300 expositores estreantes.
Vários destaques incluem televisores de diodo orgânico emissor de luz (OLED), o Palm Pre, Mattel MindFlex Game, projetores pico, o computador com plug Marvell SheevaPlug, e projetor 3D.
A Minoru 3D Webcam, uma webcam USB que é anunciada como a primeira webcam estéreo 3D esteroscópica do mundo, ganhou o prêmio "Fans Favorite". A Dell apresentou seu subportátil Dell Adamo.
O game show Jeopardy! filmou um episódio da série de celebridades e o Torneio dos Campeões de 2009 em um novo set no estande da Sony. O set foi transferido para o estúdio principal da [[]] em Culver City, Califórnia, começando com a 26ª temporada da série até a 29ª temporada.
A CES 2009 sofreu uma queda de 22% ou mais na participação, o que foi atribuído à crise financeira global.

### Década de 2010

#### 2010

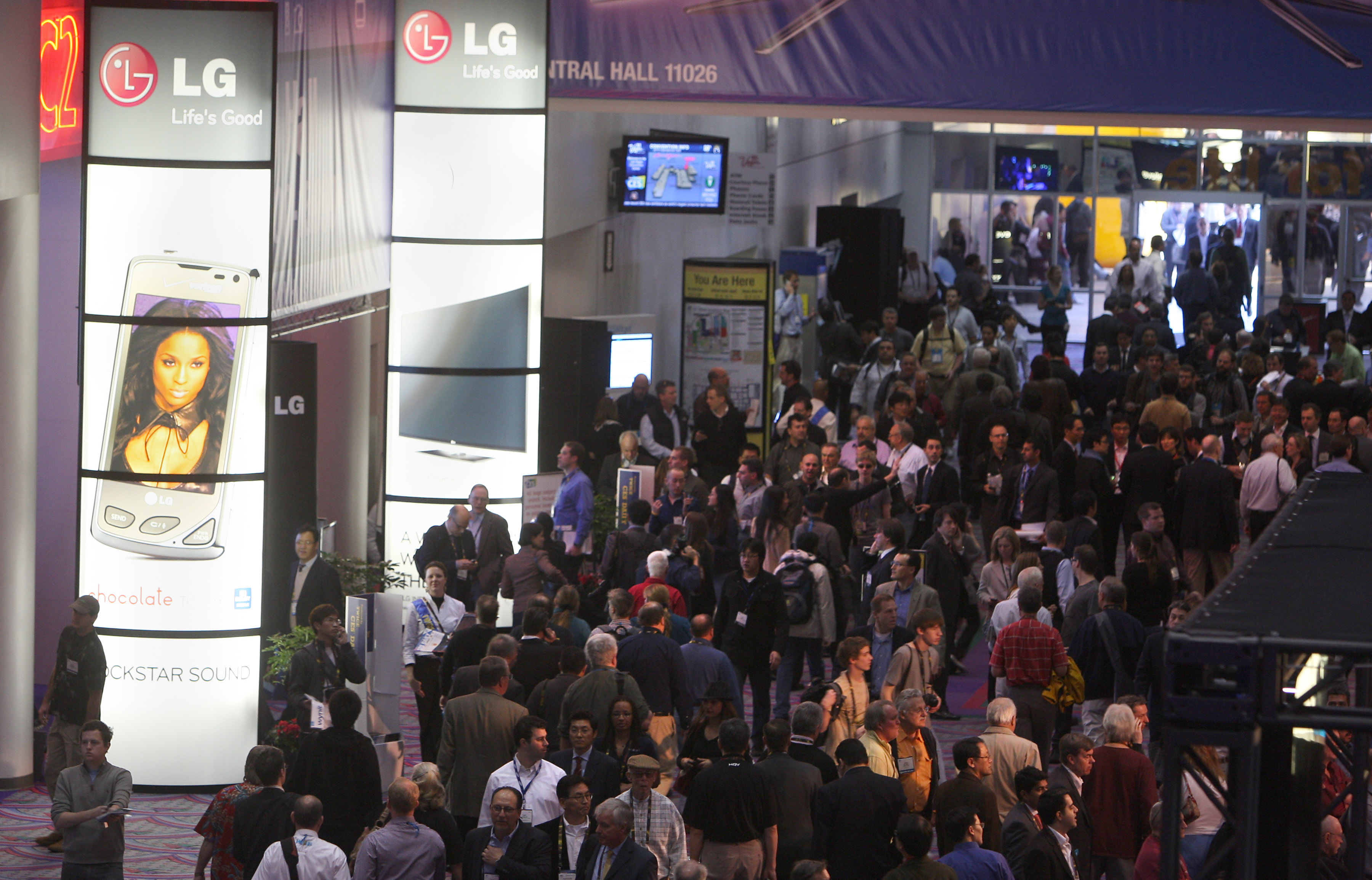
Participantes caminhando pelo display da LG Electronics na CES 2010

A exposição de 2010 foi realizada de 7 a 10 de janeiro de 2010 e atraiu mais de 120.000 participantes.
Os destaques incluem o Intel Infoscape, que é executado no processador Intel Core i7. Um computador rodava duas telas de 7 pés (2,1 m), exibindo 576 cubos conectados a 20.000 fontes de informação, incluindo 20 feeds de vídeo ao vivo. Os visitantes tocariam em um dos cubos e uma caixa de informações exibindo esse conteúdo apareceria. Um jornalista explicou: "Os gráficos nas telas gigantes eram muito divertidos de se mover com sua incrível rapidez e movimento suave, e a coisa toda parecia super responsiva, dando-nos uma olhada no futuro, parecia muito com aquele computador no filme Minority Report. Foi a demo mais espetacular que vimos na CES 2010." Igualmente impressionante, a Parrot apresentou o 1º protótipo do Parrot AR.Drone, um brinquedo voador controlado remotamente que transmite vídeo via WiFi para um iPhone.
O Planeta Sustentável cresceu 40% em 2010.

#### 2011
A exposição de 2011 foi realizada de 6 a 9 de janeiro de 2011. CESWEB está informando que seus números de pré-auditoria mostram uma assistência de 128.949.
Muitos tablets foram introduzidos no programa de 2011, como o tablet Motorola Xoom, vencedor do Best of Show, que roda Android Honeycomb. Muitos telefones 4G tambem foram apresentados na feira, incluindo o LG Revolution, Samsung Infuse 4G, HTC ThunderBolt, Sony Ericsson Xperia Arc, Motorola Cliq, Motorola Droid Bionic e Motorola Atrix 4G. Em um impulso para dispositivos móveis, a Microsoft demonstrou uma versão inicial do próximo lançamento do sistema operacional Windows, rodando em dispositivos baseados em ARM.
As TVs 3D foram introduzidas por muitos gigantes, como o modelo de 92 polegadas da Mitsubishi de sua linha de 2011 de TVs 3D Home Cinema do tamanho de um cinema. A Toshiba também revelou seu protótipo de TV 3D Glasses Free 4K. A Samsung anunciou a série de TV Plasma 3D HD chamada D8000 e a LG apresentou a TV LED 3D de sua série Infinia Nano.
3net, um canal 3DTV co-propriedade da Discovery Communications, Sony e IMAX, foi exibido.

#### 2012
A exposição de 2012 foi realizada de 8 a 13 de janeiro de 2012. A Microsoft divulgou um comunicado oficial dizendo que a CES 2012 será a última aparição da Microsoft no evento. Os organizadores do show alegaram que 153.000 pessoas compareceram show de 2012, um aumento de 2% em relação ao ano anterior e um novo recorde de público de todos os tempos. A Intel foi pega falsificando uma demonstração de seus novos processadores Ivy Bridge. A AMD demonstrou suas novas APUs Trinity.
A AMTC estava demonstrando esses produtos CE 'Tier-2' ('middleware') com a plataforma Inview Technology. A Invirew alegou que seu baixo processador e espaço de memória significava que os recursos de TV conectada estão disponíveis a baixo custo, pois o software é fornecido gratuitamente. A Parrot apresentou os "fones de ouvido mais avançados do mundo" o Parrot ZIK By Starck.
Este também foi o primeiro ano em que a Photo Marketing Association realizou sua feira anual em conjunto com a CES, com a feira PMA marcada como PMA@CES.

#### 2013
A International CES 2013, em vez decomeçar na quinta-feira, foi de terça a sexta, 8 a 11 de janeiro de 2013, no Las Vegas Convention Center, Las Vegas, Nevada Estados Unidos. Mais de 3.000 expositores apresentaram uma ampla gama de produtos inovadores este ano. A CES 2013 ficou conhecida pelo que foi anunciado como uma abertura insana pela Qualcomm. Este ano, as categorias incluem 3D, Acessórios, Áudio, Eletrônicos Automotivos, Tecnologia Embutida, Eletrônicos de Estilo de Vida, Dispositivos sem fio e sem fio, para citar alguns. A International CES 2013, no entanto, não estava necessariamente sendo notada por anunciar os produtos mais novos, mas recebendo muita atenção da imprensa pelas mudanças fundamentais prestes a atingir o mundo digital; como sensores de detecçlão de movimento, carros autônomos e segurança e tecnologia digital doméstica.
Os principais anúncios desta edição foram:
- Samsung lança TVs multi-view e display OLED flexível Youm[82][83]
- A Sony anunciou o smartphone Sony Xperia Z e a Samsung anunciou o smartphone Galaxy S II plus
- A Sony anuncia a tecnologia de exibição de pontos quânticos TRILUMINOS
- Qualcomm revela processadores Snapdragon 600 e 800 que podem trazer capacidade de gravação 4K em telefones celulares[84]
- Intel revela processador ATOM para mercados embarcados, bem como Bay Trail[85]
- A Panasonic anuncia uma ampla gama de TVs inteligentes. A linha de HDTVs Smart Viera da Panasonic inclui 16 plasmas e 16 LEDs.[86]
- Razer anuncia o tablet PC Razer Edge[87]
- Nvidia anuncia o Project Shield portátil para Android[88]
- Research In Motion mostra o telefone com tela sensível ao toque Blackberry 10.[89]

#### 2014
A International CES 2014 foi realizada durante a semana de 7 a 10 de janeiro de 2014, no Las Vegas Convention Center, Las Vegas, Nevada Estados Unidos. O primeiro protótipo de smartphone Li-Fi foi apresentado na feira. O smartphone usa o Wysisps CONNECT da SunPartner, uma técnica que converte ondas de luz em energia utilizável, tornando o telefone capaz de receber e decodificar sinais sem consumir bateria. O telefone também possui uma tela fotovoltaica transparente que permite que a luz recarregue o telefone.
A LG estreou seu webOS em smartTVs e na nova TV OLED Ultra HD curva de 77 polegadas. A Samsung apresentou suas TVs curvas com duas séries de TVs côncavas.
ProtectCELL apresentou seus planos abrangentes de proteção móvel para todos os principais dispositivos, incluindo iPhone 5S e 5C, iPad Air, iPad Mid 2 e Galaxy S4. Com demonstrações como misturar um Blackberry, ProtectCell prova que cobrirá todos os danos.
A apresentação da AMD mencionou (entre outros) - a CPU Kaveri da arquitetura Steamroller, a linha Heterogeneous System Architecture (HSA) e a intenção de contruir sobre essa experiência imersiva, Mantle e AMD TrueAudio.
Na apresentação da Intel, seu CEO falou sobre três áreas nas quais a tecnologia pode melhorar: viver, trabalhar e jogar. Ele também apresentou o Intel Edison, um SoC do formato de cartão SD.
A Pebble anunciou o smartwatch Pebble Steel, que tem um corpo fino, botões de metal tátil e Corning Gorilla Galss.
Diodos de laser foram revelados no show que serão usados para faróis altos em veículos Audi. Os faróis altos serão lasers, embora os faróis baixos sejam diodos emissores de luz. A montador diz que seus faróis altos têm um alcance de 500 metros, que é aproximadamente o dobro da distância dos faróis altos de LED. Mas os lasers são caros. Os lasers são menores, mais brilhantes e mais eficientes em termos energéticos do que os faróis de LED. Seus faróis a laser usam menos da metade da energoa dos LEDs. DIodos de laser podem emitir 170 lumens por watt, enquanto os LEDs geram apenas 100 lumens. Os lasers são sensíveis ao calor, mas isso não impediu sua produtção para veículos. A tecnologia laser não é tão avançada em comparação com os LEDs, que existem há décadas.

#### 2015
A Internacional CES 2015 foi realizada durante a semana de 6 a 9 de janeiro de 2015, no Las Vegas Convention Center, Las Vegas, Nevada, Estados Unidos. A CES 2015 foi supostamente a maior de sua história com 3.600 expositores e 170.000 participantes profissionais/industriais.

#### 2016
A CES 2016 foi realizada de 6 a 9 de janeiro de 2016, em Las Vegas e 3.600 empresas compareceram; os locais da CES 2016 do Las Vegas Convention Center, o Westgate Las Vegas Resort & Casino e o Sands Expo & Convention Center tiveram mais de 2,4 milhões de pés quadrados utilizados para o evento. O evento de 2016 teve notavelmente mais segurança com revistas de malas cheias e policiais em equipamentos blindados e cães de detecção de explosivos.
Em 2016, houve apenas 22 homenageados do CES Innovation Awards na categoria Tech for a Better World. Estes incluíram Advanced Ordnance Teaching, Clinical Bidet, Ossia’s Cota Wireless Power Technology, eFit, eGeeTouch Smart Fingerprint-NFC Luggage Lock, Eye Tribe Tracker Pro, homnistat, Hydrao, Jacoti Hearing Suite, K-1 Assistive Device, Luminon, MATRIX, Netatmo Presence, Noke U Locke, Owlet Baby Monitor, PanaCast 2, RemoPill, SCiO, Smart Air Purifier, The New Kano, Whirlpool Smart Top Load, e ZPower.
Uma das tecnologias mais esperadas na CES 2016 estava experimentando o carregamento de dispositivos de consumo sem fios - ou "energia sem fio" -, como mostrado por empresas como Energous, Ossia e WiTricity.

#### 2017
A CES 2017 foi realizada de 5 a 8 de janeiro de 2017, em Las Vegas. Mesmo com a segurança apertada no show, dois protótipos de laptops para jogos de tela tripla Razer foram roubados durante o show. Min-Liang Tan, CEO cofundador e CEO da Razer, disse que a empresa está tratando o caso como "espionagem industrial". Um porta-voz da Razer disse que eles estavam oferecendo US$25.000 por qualquer "informação original que leve à identificação, prisão e condenação" de qualquer pessoa envolvida no crime.

#### 2018
A CES 2018 foi realizada de 9 a 12 de janeiro de 2018, em Las Vegas, Nevada, Estados Unidos. Muitas empresas como Amazon, Nvidia e Google marcaram presença no evento.
O mais novo modelo do robô companheiro Aibo da Sony foi apresentado aqui e foi notado como um dos itens de destaque de 2018.
Neste ano, foram 31 categorias do CES Innovation Award. Os homenagedos do prêmio Best of Innovation da CES incluíram Siren Diabetic Socks, Nissan Leaf 2018, a primeira TV Micro LED de consumo da Sanmsung, tecnologia de energia sem fio de longo alcance da Wi-Charge, Intel Movidius Neural Compute Stick, 3D Touch Surface Display by Continental Automotive Systems, Aipoly Autonomous Store Platform, AMD Ryzen Threadripper 1950X, Amaryllo's AR4, A.I. security camera, IRIVER media player, Bang & Olufsen's BeoSound Shape, BUDDY robot by Blue Frog Robotics, HP's 3D Camera, Dell Ocean-Bound Plastics Packaging Program, ElliQ by Intuition Robotics, Ethereal Halo by Ethereal Machines, InstruMMents 01 world’s first Dimensioning Instrument, Kensington VeriMark Fingerprint Key, Lancey smart space heater, LG 4K UHD Projector, Light L16 multi-aperture camera, Looxid VR, MARS smart TWS earbuds, robô social da Sproutel, fones de ouvido Nura, 1MORE ComfoBuds Pro True Wireless In-Ear Headphones, NUVIZ Head-Up Display para motociclistas, refrigerador Samsung Family Hub 3.0, console de jogos Trident 3 Arctic, Dynamic's WalletCard, WHILL Model Ci e bomba de mama Willow Wearable.
Como forma de comemorar a CES 2018, um clube de strip de Las Vegas decidiu até mesmo apresentar ao público suas criações, que foram as primeiras strippers robóticas do mundo.

#### 2019
A CES 2019 foi relaizada de 8 a 11 de janeiro de 2019 em Las Vegas Valley, Nevada, com mais de 182 mil participantes e mais de 4,4 mill empreas exibidas. A John Deere marcou presença no evento enquanto a Mercedes Benz estrou a segunda geração da Classe CLA na feira. Hikvision e iFlytek, duas empresas posteriormente sancionadas pelo governo dos EUA por supostamente permitir abusos de direitos humanos em Xinjiang em sua tecnologia, também estavam presentes.
- Conferência de imprensa (somente mídia) - 6 a 9 de janeiro
- Programa de palestras e conferências na Tech East, Tech West e Tech South - 7 a 11 de janeiro
- Expositores na Tech East e Tech West - 8 a 11 de janeiro
- Programa e Exposições na Conferência Espacial C na ARLA - 7 a 10 de janeiro

A Honda apresentou o Autonomous Work Vehicle e o PATH (Predicting Action of The Human) na feira. O gigante de buscas da Rússia, Yandex, anunciou que estava oferecendo passeiso gratuitos sem motorista como uma demonstração de seu serviço autônomo de táxi Yandex.
Existem 30 categorias do Prêmio de Inovação CES. Os homenageados da CES Best of Innovation incluem o KitchenAid Cook Processor Connect, LG V40 ThinQ, Zumi RoboCar, Ring Spotlight Cam, Samsung 2019 Family Hub e o Nissan Leaf 2018 pela segunda vez consecutiva. O Google montou seu passeio com tema do Google Assistant em seu estande.
Notoriamente, a CES recebeu uma grande quantidade de imprensa negativa e reação de feministas em todo o mundo por sua decição (posteriormente revertida) de revogar um CES Innovations Award por um dispositivo de prazer feminino apresentado a Lora DiCarlo, com a CES afirmando que o motivo da revoação era "produtos que são imorais, obscenos, indecentes, profanos ou que não condizem com a imagem do CTA serão desqualificados.". O prêmio foi reintegrado posteriormente.

### Década de 2020

#### 2020
A 53ª CES foi realizada em Las Vegas, Nevada, de 7 a 10 de janeiro de 2020. A Apple Inc. participou de sua primeira CES desde 1992.
O setor automotivo tornou-se uma parte importante da CES com foco na inovação em veículos elétricos, infotainment, telemática, recursos autônomos e compartilhamento de viagens. Até mesmo grandes OEMs estão usando a CES para apresentar novas tecnologias automotivas ao público pela primeira vez. Fornecedores para a indústria automotiva envolvendo eletrônicos estão cada vez mais presentes na CES. Na CES 2020, foi particularmente notável a presença de um grande número de fornecedores de tecnologia autônoma (autocondução). A Mercedes apresentou seu carro-conceito Vision AVTR do futuro inspirado no filme Avatar. A Sony foi possivelmente a maior surpresa na CES 2020 com conceito de veículo elétrico incorporando tecnologias da Sony para sensores e infoentretenimento. Espera-se que uma variedade de veículos elétricos mostrados na CES 2020 entre em produção nos próximos 1 a 2 anos a partir de OEMs estabelecidos, bem como de startups como Rivian, BYTON, Farady Future e outras.
A Hyundai e a Uber anunciaram uma iniciativa conjunta na CES 2020 para desenvolver um táxi voador 100% elétrico que contará com decolagem/aterrissagem vertical e capacidade para quatro passageiros a 180 mph. A parceria marca a primeira iniciativa da Uber elevate para ocmpartilhamento de viagens aéreas.
A startup de segurança da Internet com foco no consumidor, Clario Tech Limited, foi lançada na CES 2020, anunciando seu novo aplicativo de segurança multiplataforma, enquanto hospedava o estande nº 12055.

#### 2021
A CES 2021 foi um evento totalmente digital devido à Pandemia de COVID-19.
O show decorreu de 11 a 14 de janeiro.
A gerência da CES analisou dezenas de plataformas de videoconferência para encontrar uma que suportasse dezenas de milhares de pessoas e, no final, optou por usar o Microsoft Teams para o serviço. Para as empresas expositoras, o espaço digital permaneceu ativo por 30 dias até 15 de fevereiro.
Em 12 de janeiro de 2021, Billie Eilish fez uma apresentação digital ao vivo. Ryan Seacrest realizou uma sessão discutindo performances digitais e conversou com Billie Eilish e Dua Lipa.

#### 2022
O show aconteceu de 5 a 7 de janeiro. Embora o show estivesse originalmente programado para acontecer até 8 de janeiro, a Consumer Technology Association decidiu fechar o show um dia antes, citando preocupações de saúde pública depois que muitas empresas desistiram do evento principal.
Devido ao aumento das infecções por variantes do COVID-19 Omicron, muitas empresas como Intel, Lenovo, TikTok, T-Mobile, Amazon, Google e Meta mudaram para uma aparência apenas virtual. Em 25 de dezembro de 2021, 42 expositores haviam cancelado, o que representa aproximadamente 7% do total da exposição. Além disso, muitas das principais publicações de tecnologia, como The Verge, CNET, Engadget, Gizmodo, TechCrunch, TechRadar e Tom's Guide assim como muitos canais de tecnologia do YouTube relataram apenas remotamente o programa.
O CEO da General Motors, Barra, disse que a empresa participaria apenas em formato digital e que seu discurso de abertura da versão elétrica do Chevrolet Silverado EV seria entregue remotamente.
A Samsung Electronics lançou o Bespoke Home, um eletrodoméstico feito sob medida para o consumidor. Também revelou uma TV micro-LED e painéis QD-LED. A Benz anunciou o novo carro-conceito elétrico EQXX. O Hyundai Motor Group revelou uma visão de metamobilidade pessoal, L7, Spot e MobED. A BMW revelou um fluxo iX que usa tinta eletrônica para mudar a cor do exterior do veículo.

## Versão Asia
A CES criou uma conferência asiática correspondente, a CES Asia, que estava prevista para acontecer anualmente durante o mês de junho em Xangai, na China, mas foi cancelada por tempo indeterminado:
- 2019: A CES Asia 2019 ocorreu de 11 a 13 de junho de 2019.
- 2020: A CES Asia 2020 estava originalmente agendada para 10 a 12 de junho de 2020, mas foi cancelada devido a preocupações de segurança causadas pela doença de coronavírus.[136]